# Aloeides maluti
The Maluti Copper (Aloeides maluti) là một bướm ngày thuộc họ Lycaenidae. Loài này có ở Nam Phi, chủ yếu ở vùng đồng cỏ núi cao ở Lesotho, nhưng cũng có ở vùng đồi lân cận ở Orange Free State và East Cape.
Sải cánh từ 21–26 mm đối với con đực và 23–27 mm đối với con cái. Cá thể trưởng thành mọc cánh từ tháng 12 tới tháng 2. Mỗi năm loài này có một thế hệ.